# Anthony D'Esposito
Anthony P. D'Esposito (New York, 22 febbraio 1982) è un politico statunitense, membro della Camera dei Rappresentanti per lo stato di New York dal 2023 al 2025.
Membro del Partito Repubblicano, in precedenza è stato consigliere nel comunale di Hempstead.